# Uwe Kockisch

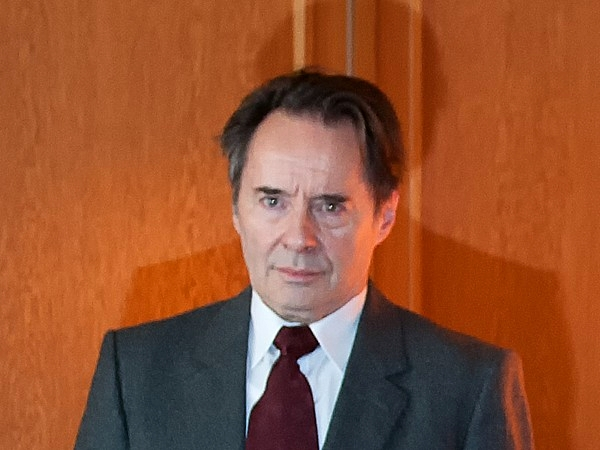
Uwe Kockisch (2014)

Uwe Kockisch (* 31. Januar 1944 in Cottbus) ist ein deutscher Schauspieler. Einem breiten Publikum wurde er in der Titelrolle der Krimiserie Zappek (1995–1996) und als Commissario Guido Brunetti in der Krimireihe Donna Leon (2003–2019) sowie als Stasi-Offizier Hans Kupfer in der ARD-Fernsehserie Weissensee (2010–2018) bekannt. Neben seiner Mitwirkung in zahlreichen Theaterinszenierungen trat er seit 1973 in über 100 Film- und Fernsehproduktionen vor die Kamera.

## Leben

### Jugend
Uwe Kockischs Vater war Jagdflieger im Zweiten Weltkrieg, er wurde 1944 über der Normandie abgeschossen. Kockisch erlernte den Beruf eines Tagebaumaschinisten. Als Jugendlicher versuchte er 1961 zusammen mit Freunden mittels eines Kutters über die Ostsee aus der DDR zu fliehen. Die Gruppe wurde jedoch vorher verhaftet; Kockisch saß daraufhin ein Jahr in Cottbus in Haft.

### Ausbildung und Theater
Seine Ausbildung zum Schauspieler absolvierte Kockisch an der Hochschule für Schauspielkunst „Ernst Busch“ Berlin. Er nahm Engagements in Cottbus und Karl-Marx-Stadt an. Über 20 Jahre spielte er ab 1971 in Berlin am Maxim-Gorki-Theater und später zwei Jahre an der Schaubühne. Sein Repertoire reichte von William Shakespeare (Ein Sommernachtstraum), Anton Tschechow (Drei Schwestern) bis hin zu modernen Bühneninszenierungen wie Schlusschor von Botho Strauß, Die Stunde, da wir nichts voneinander wussten von Peter Handke oder Alice im Bett von Susan Sontag.

### Film und Fernsehen

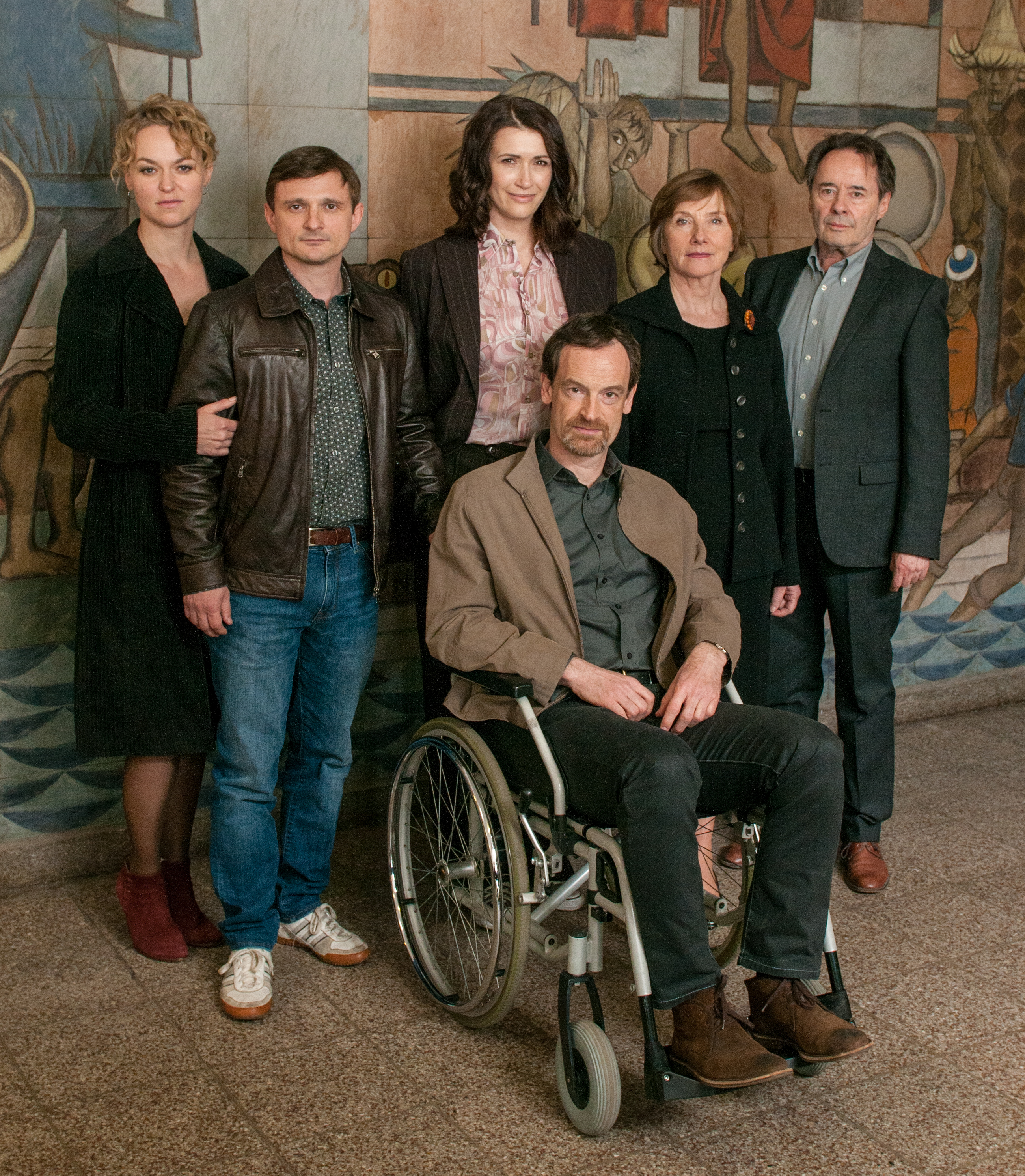
Uwe Kockisch (rechts außen, 2017)

Seit 1973 wirkt Kockisch in Film- und Fernsehproduktionen. Sein Debüt auf der Kinoleinwand gab er in Bernhard Stephans Jugend- und Musikfilm Für die Liebe noch zu mager?, in dem er einen der beiden Brüder der von Simone von Zglinicki dargestellten Protagonistin, der Textilfacharbeiterin Susanne, verkörperte. Unter Celino Bleiweiß gab er 1975 in dem DEFA-Märchenfilm Die schwarze Mühle neben Michael Kann und Bodo Krämer einen der Müllergesellen. 1981 übernahm er die Hauptrolle des gerade aus dem Konzentrationslager entlassenen Antifaschisten Arnold Clasen in der Literaturverfilmung Dein unbekannter Bruder von Ulrich Weiß. Im gleichen Jahr spielte er an der Seite von Simone Frost die Rolle ihres Ehemanns und einfachen Arbeiters Wolfgang in Lothar Warnekes Verfilmung des Brigitte-Reimann-Romans Franziska Linkerhand. 1989 besetzte ihn Michael Gwisdek in seinem Regiedebüt Treffen in Travers in der Rolle des sächsischen Dichters Ferdinand Huber. Eine weitere Zusammenarbeit zwischen Gwisdek und Kockisch folgte nach der Wende für Gwisdeks Tragikomödie Das Mambospiel im Jahre 1998.
Im wiedervereinigten Deutschland konnte Kockisch nahtlos an seine Laufbahn in der DDR anknüpfen. Bekannt wurde er dem gesamtdeutschen Publikum Mitte der 1990er Jahre mit der 26-teiligen ARD-Krimiserie Zappek, in der er die Titelrolle eines Berliner Hauptkommissars übernahm. Von 2003 bis 2019 verkörperte Kockisch als Nachfolger von Joachim Król den Commissario Guido Brunetti in der ARD-Krimireihe Donna Leon, was ihm weitere Bekanntheit verschaffte.
Für seine Rolle des Dietrich Kalinke in Dominik Grafs Eine Stadt wird erpresst (2006) bekam Kockisch 2008 den Adolf-Grimme-Preis. Von 2010 bis 2018 spielte er als Stasi-Offizier Hans Kupfer eine der Hauptrollen in der ARD-Fernsehserie Weissensee, wofür er 2011 den Deutschen Fernsehpreis erhielt. In den Verfilmungen der Romane Rubinrot (2013), Saphirblau (2014) und Smaragdgrün (2016) aus der Buchreihe Liebe geht durch alle Zeiten von Kerstin Gier übernahm er die Rolle des Falk de Villiers. Ed Herzog besetzte Kockisch in seinem Historiendrama 3½ Stunden in einer Nebenrolle als Paul Fuchs.

### Privates
Von 1995 bis 2005 war Kockisch mit der Schauspielerin Franziska Petri liiert. Ende 2019 gab er bekannt, dass er mit seiner zweiten Frau Christine Gautier, mit der er bereits mehr als zehn Jahre in Madrid lebe, nach Venedig ziehen wolle. Uwe Kockisch ist Vater von zwei Söhnen.

### Politisches Engagement
Im Februar 2023 war Kockisch Erstunterzeichner der von Sahra Wagenknecht und Alice Schwarzer initiierten Petition Manifest für Frieden an Olaf Scholz, die zum Ende von Kampfhandlungen in der Ukraine und zur Aufnahme von Friedensverhandlungen aufforderte.

## Filmografie

### Kinofilme
- 1974: Für die Liebe noch zu mager?
- 1979: Lachtauben weinen nicht
- 1981: Unser kurzes Leben
- 1981: Bürgschaft für ein Jahr
- 1982: Dein unbekannter Bruder
- 1982: Sabine Kleist, 7 Jahre…
- 1984: Erscheinen Pflicht
- 1986: Rabenvater
- 1988: Schwein gehabt
- 1989: Treffen in Travers
- 1992: Die Spur des Bernsteinzimmers
- 1992: Miraculi
- 1998: Das Mambospiel
- 2001: Frau2 sucht HappyEnd
- 2001: Julietta – Es ist nicht wie du denkst
- 2001: Null Uhr 12
- 2003: Die Datsche
- 2004: Kleinruppin forever
- 2008: Ich will da sein – Jenny Gröllmann
- 2008: Stella und der Stern des Orients
- 2008: Schattenwelt
- 2012: Die Besucher
- 2013: Rubinrot
- 2014: Saphirblau

### Fernsehfilme
- 1973: Erziehung vor Verdun – Der große Krieg der weißen Männer
- 1975: Das Eiszapfenherz
- 1975: Die schwarze Mühle
- 1977: Dantons Tod
- 1978: Unser Drache Kasimir
- 1978: Eule
- 1983: Alfons Köhler
- 1984: Die Zeit der Einsamkeit
- 1984: Drei Schwestern
- 1990: Die Übergangsgesellschaft
- 1995: Operation Medusa
- 1998: Abgehauen
- 1998: Unsere Kinder! – Verschollen im Urlaub
- 1999: Gestern ist nie vorbei
- 2001: Opferlamm
- 2004: Carola Stern – Doppelleben
- 2005: Endloser Horizont
- 2005: Erinnere dich, wenn du kannst!
- 2005: Die Nachrichten
- 2006: Eine Stadt wird erpresst
- 2001: Der Tunnel
- 2002: Rotlicht – Die Stunde des Jägers
- 2007: Duell in der Nacht
- 2008: Wenn wir uns begegnen
- 2008: Eine Nacht im Grandhotel
- 2008: Salto Vitale
- 2009: Ein Dorf schweigt
- 2009: Hoffnung für Kummerow
- 2010: Die Grenze
- 2010: Morgen musst Du sterben
- 2011: Ein Schatz fürs Leben – Abenteuer in Panama
- 2011: Jorinde und Joringel
- 2013: Tod einer Polizistin
- 2013: Konrad und Katharina
- 2015: Unter der Haut
- 2017: Was ich von Dir weiß
- 2017: Ein Kommissar kehrt zurück
- 2019: So weit das Meer
- 2020: Martha und Tommy
- 2021: 3½ Stunden

### Fernsehserien und -reihen
- 1972: Der Staatsanwalt hat das Wort: Der Anruf kam zu spät
- 1974: Polizeiruf 110: Die verschwundenen Lords
- 1978: Marx und Engels – Stationen ihres Lebens (11 Folgen)
- 1981: Das Mädchen Störtebeker (5 Folgen)
- 1984: Der Staatsanwalt hat das Wort: Wer bist du
- 1987: Polizeiruf 110: Der Tote zahlt
- 1988: Polizeiruf 110: Eifersucht
- 1994: Ärzte: Die Narbe des Himmels
- 1995–1996: Zappek (26 Folgen)
- 1996: Polizeiruf 110: Kurzer Traum
- 1997–1999: Die Wache (30 Folgen)
- 1997: Rosamunde Pilcher: Stunden der Entscheidung
- 1999–2000: Der Clown (4 Folgen)
- 2000: Rosa Roth – Tod eines Bullen
- 2001: Polizeiruf 110: Bei Klingelzeichen Mord
- 2001: Polizeiruf 110: Die Frau des Fleischers
- 2001: Tatort: Kalte Wut
- 2006: Der Adler – Die Spur des Verbrechens (4 Folgen)
- 2007: Unter Verdacht: Das Geld anderer Leute
- 2009: Nachtschicht – Blutige Stadt
- 2009: Lutter: Mordshunger
- 2010–2018: Weissensee (24 Folgen)
- 2011: Spreewaldkrimi: Die Tränen der Fische
- 2020: Der Bergdoktor – Verlorene Seelen
- 2021: Der Zürich-Krimi: Borchert und der verlorene Sohn
- 2022: SOKO Leipzig (Folge Blinde Flecken)
- 2023: Allmen und das Geheimnis des Koi (Fernsehreihe)

### Donna-Leon-Reihe
Als Guido Brunetti war Kockisch unter der Regie von Sigi Rothemund von 2003 bis 2019 in folgenden 22 Folgen der Krimiserie Donna Leon zu sehen (bis zur mit der Autorin Donna Leon und der Produktionsfirma einvernehmlich vereinbarten Einstellung 2019):
- 2003: Venezianisches Finale
- 2003: Feine Freunde
- 2003: Acqua Alta
- 2004: Sanft entschlafen
- 2005: Beweise, dass es böse ist
- 2005: Verschwiegene Kanäle
- 2006: Endstation Venedig
- 2006: Das Gesetz der Lagune
- 2008: Die dunkle Stunde der Serenissima
- 2008: Blutige Steine
- 2009: Wie durch ein dunkles Glas
- 2010: Lasset die Kinder zu mir kommen
- 2011: Das Mädchen seiner Träume
- 2012: Schöner Schein
- 2013: Auf Treu und Glauben
- 2014: Reiches Erbe
- 2015: Tierische Profite
- 2016: Das goldene Ei
- 2017: Tod zwischen den Zeilen
- 2018: Endlich mein
- 2019: Ewige Jugend
- 2019: Stille Wasser – letzte Folge

## Theater (Auswahl)
- 1968: Jochen Haufe: Maria Theresia Schluze (Bernd Schluze) – Regie: Rolf Winkelgrund (Stadttheater Cottbus)
- 1971: Carlo Gozzi: König Hirsch (Truffaldino) – Regie: Benno Besson/Brigitte Soubeyran (Volksbühne Berlin)
- 1974: Michail Schatrow: Das Wetter für morgen (Lawrow) – Regie: Albert Hetterle (Maxim-Gorki-Theater Berlin)[8]
- 1978: Jürgen Groß: Match (Bomber) – Regie: Wolfgang Krempel (Maxim-Gorki-Theater Berlin)
- 1979: Anton Tschechow: Drei Schwestern, Regie: Thomas Langhoff (Maxim-Gorki-Theater Berlin)

## Auszeichnungen
- 2008: Adolf-Grimme-Preis als Hauptdarsteller in der Kategorie „Fiktion“ für den Film Eine Stadt wird erpresst von Dominik Graf
- 2011: Deutscher Fernsehpreis Beste Serie für Weissensee, stellvertretend für das Schauspielensemble
- 2013: Filmfest Türkei/Deutschland als bester Hauptdarsteller in Die Besucher
- 2020: Hessischer Filmpreis – Ehrenpreis des hessischen Ministerpräsidenten[9]